# Awaous banana
Awaous banana es una especie de peces de la familia de los Gobiidae en el orden de los Perciformes.

## Morfología
Los machos pueden llegar a alcanzar los 30 cm de longitud total.

## Distribución geográfica
Se encuentra desde el norte de Florida (Estados Unidos) hasta las Antillas y Trinidad y Tobago, y desde Tamaulipas (México ) hasta Caracas (Venezuela). También está presente desde la Península de Baja California y Sonora (México) hasta Tumbes (Perú ).

## Observaciones
Es inofensivo para los humanos.